# Kanke
Kanke est une zone de gouvernement local de l'État du Plateau au Nigeria,.

## Source
- (en) Cet article est partiellement ou en totalité issu de l’article de Wikipédia en anglais intitulé « Kanke, Nigeria » (voir la liste des auteurs).